# Жилёво
Жилёво — посёлок городского типа в городском округе Ступино Московской области России.
Население — 1940 чел. (2024).
Расположен в 80 км к югу от Москвы и в 16 км к северо-западу от районного центра — города Ступино. Центральная часть посёлка застроена двух-, четырёх- и пятиэтажными домами квартирного типа, остальная часть имеет застройку жилыми домами преимущественно сельского типа.

## История

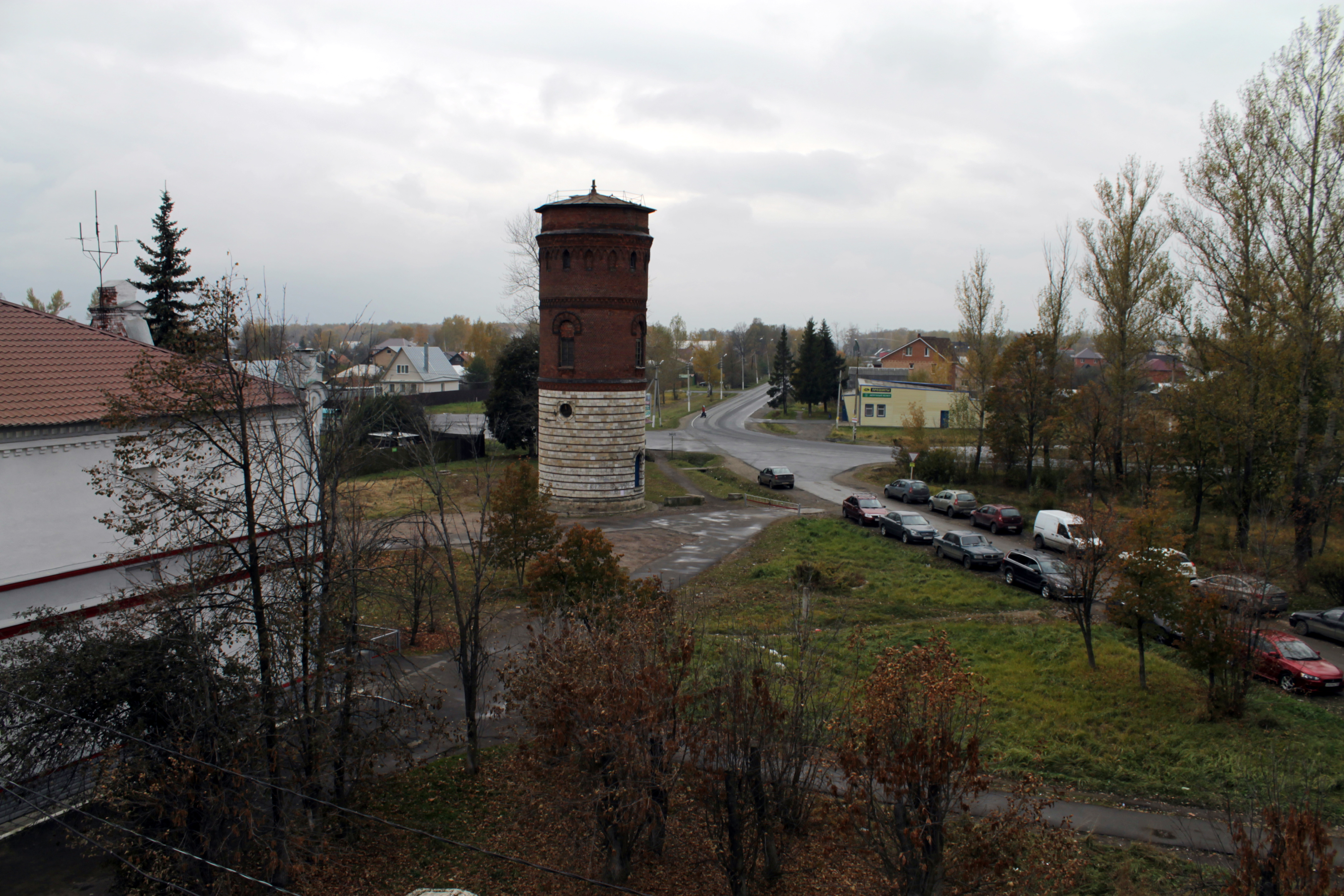
Вид на посёлок с железнодорожного моста

Статус посёлка городского типа — с 1952 года.
Строится железнодорожный вокзал и ветка железнодорожного направления на Воскресенск, действующая по настоящее время. Ветка строилась извилистой и по лесу специально, чтобы прятать поезда и от авиации потенциального противника, так как строительство шло  непосредственно перед началом войны.
В 2025 году рабочий посёлок преобразован в посёлок городского типа.

## Население
Население посёлка составляют коренные жители — основатели градообразуещего предприятия «Жилёвская ОПОФ» и их потомки, а также приезжие жители, впоследствии переселившиеся из других областей и районов и проживающие в посёлке по настоящее время. В связи со строительством малоэтажного города-спутника, в 2013 году часть населения посёлка была переселена из ветхого жилья в новые квартиры, расположенные в Новом Ступино. Также, в данный момент в Жилёво проживают несколько ветеранов-участников боевых действий во время Второй мировой войны.
| 1959  | 1970  | 1979  | 1989  | 2002  | 2009  | 2010  |
| ----- | ----- | ----- | ----- | ----- | ----- | ----- |
| 3370  | ↗3535 | ↘3316 | ↘2733 | ↘2468 | ↘2292 | ↗2472 |
| 2012  | 2013  | 2014  | 2015  | 2016  | 2017  | 2018  |
| ↗2481 | ↘2478 | ↘2457 | ↗2477 | ↘2453 | ↘2425 | ↘2396 |
| 2019  | 2020  | 2021  | 2023  | 2024  |       |       |
| ↘2339 | ↗2342 | ↘1932 | ↗1956 | ↘1940 |       |       |

## Образование

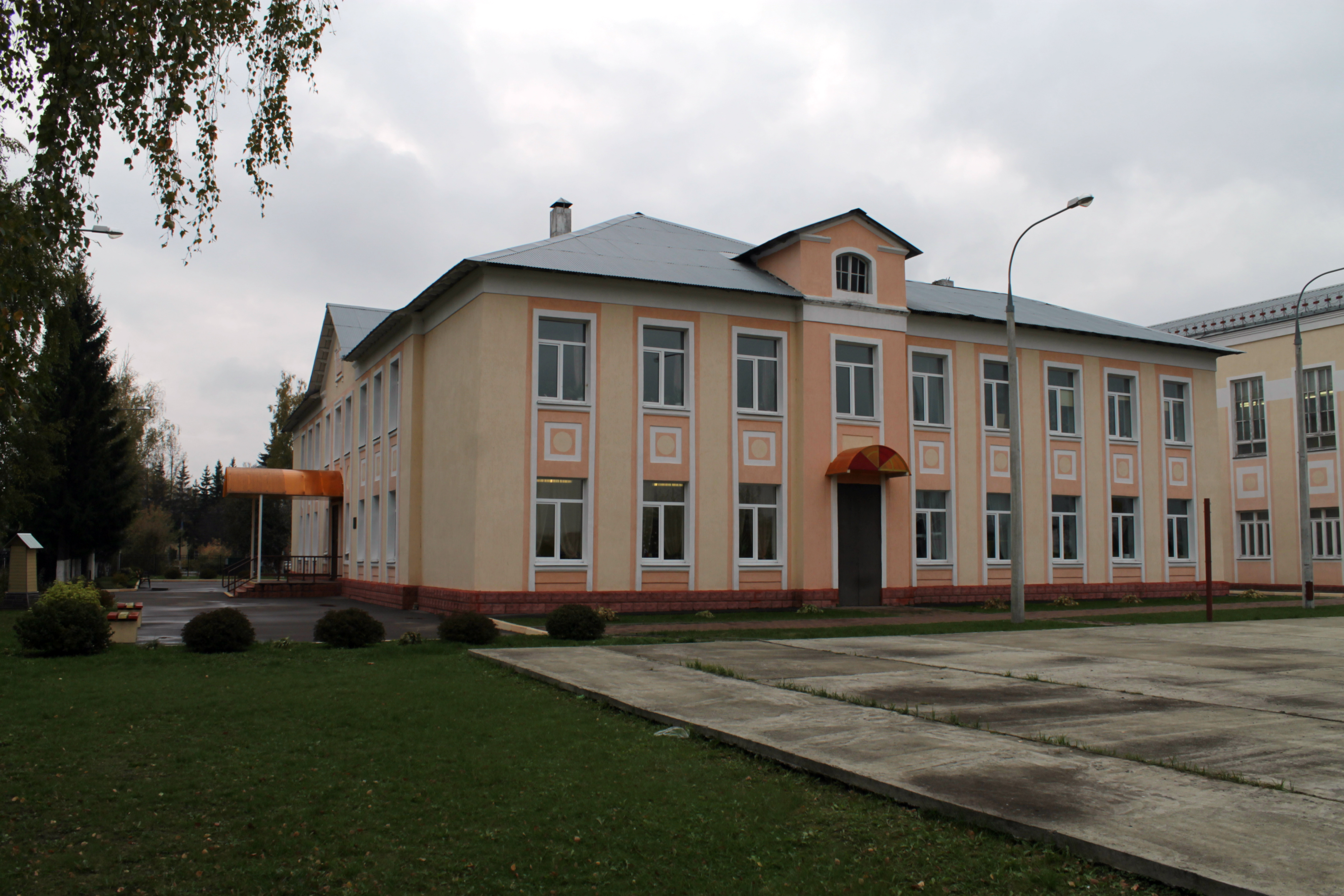
Здание школы

По словам старожилов, начальная Жилёвская школа начала работать в 1923 году. В те годы рабочего посёлка ещё не существовало, была одна железнодорожная станция и школа, а далее «лес, неведомый лучам в тумане спрятанного солнца кругом шумел». Дом, в котором была открыта начальная школа, раньше принадлежал священнику церкви, которая располагалась в деревне Савино. Это было деревянное одноэтажное здание, на крыше которого находился деревянный купол. В 1953 году построено и введено в эксплуатацию ныне действующее здание средней школы. В школе обучалось 570 учащихся, 18 классов — комплектов. 1 сентября 2007 г. введена в эксплуатацию пристройка к основному зданию школы, проектной мощностью 400 мест. На первом этаже пристройки расположены 5 кабинетов начальных классов, медицинский кабинет, кабинет психолога и столовая с пищеблоком, оснащенным современным технологическим оборудованием. Обеденный зал рассчитан на 100 посадочных мест. На 2-м этаже пристройки расположен современный спортивный зал, душевые, раздевалки для мальчиков и девочек, снарядные и тренерская комнаты; кабинет химии, технологии, административный блок, библиотека, лекторский зал, книгохранилище для художественной и учебной литературы.
В школе 18 предметных кабинетов, оснащенных современным оборудованием, компьютерный класс.
В школе работает 20 творческих инициативных учителей, средний возраст которых 37 лет. 65 % из них имеют высшую и первую квалификационные категории. 5 педагогов школы награждены федеральными и областными наградами.
Особое внимание администрация школы уделяет обеспечению качества образования. За годы работы школы закончили с золотой и серебряной медалями 34 ученика. Более 80 % выпускников поступают в вузы. В настоящее время в школе обучаются 205 учащихся в 12 классах-комплектах.
В школе создана система воспитательной работы. Действует детская общественная организация «Росток». Работают органы детского самоуправления, волонтерское движение. Для более полного удовлетворения запросов учащихся целенаправленно развивается сеть кружков дополнительного образования различного направления: художественно-эстетического, эколого-краеведческого, нравственно-патриотического, спортивного.
Ежегодно творческие объединения школы становятся призёрами районных конкурсов, выставок. Учащиеся школы принимают участие в международных конкурсах-играх «Кенгуру», «Медвежонок», «Золотое руно», «Эра фантастики». Трое учащихся школы в 2007/08 году были награждены именной Премией Губернатора Московской области.

## Транспорт

### Железнодорожный транспорт
Основная статья: Жилёво (станция)

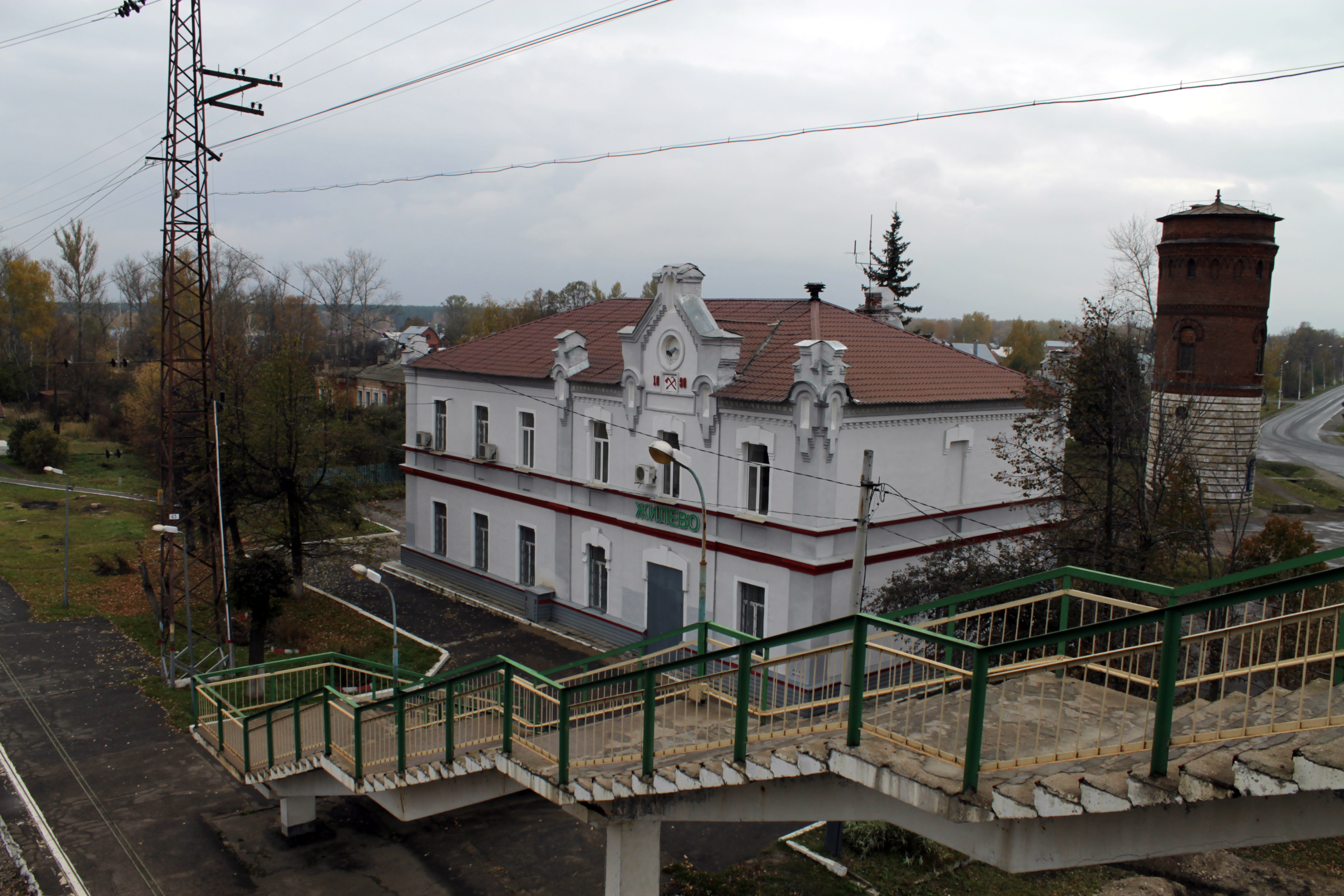
Здание вокзала

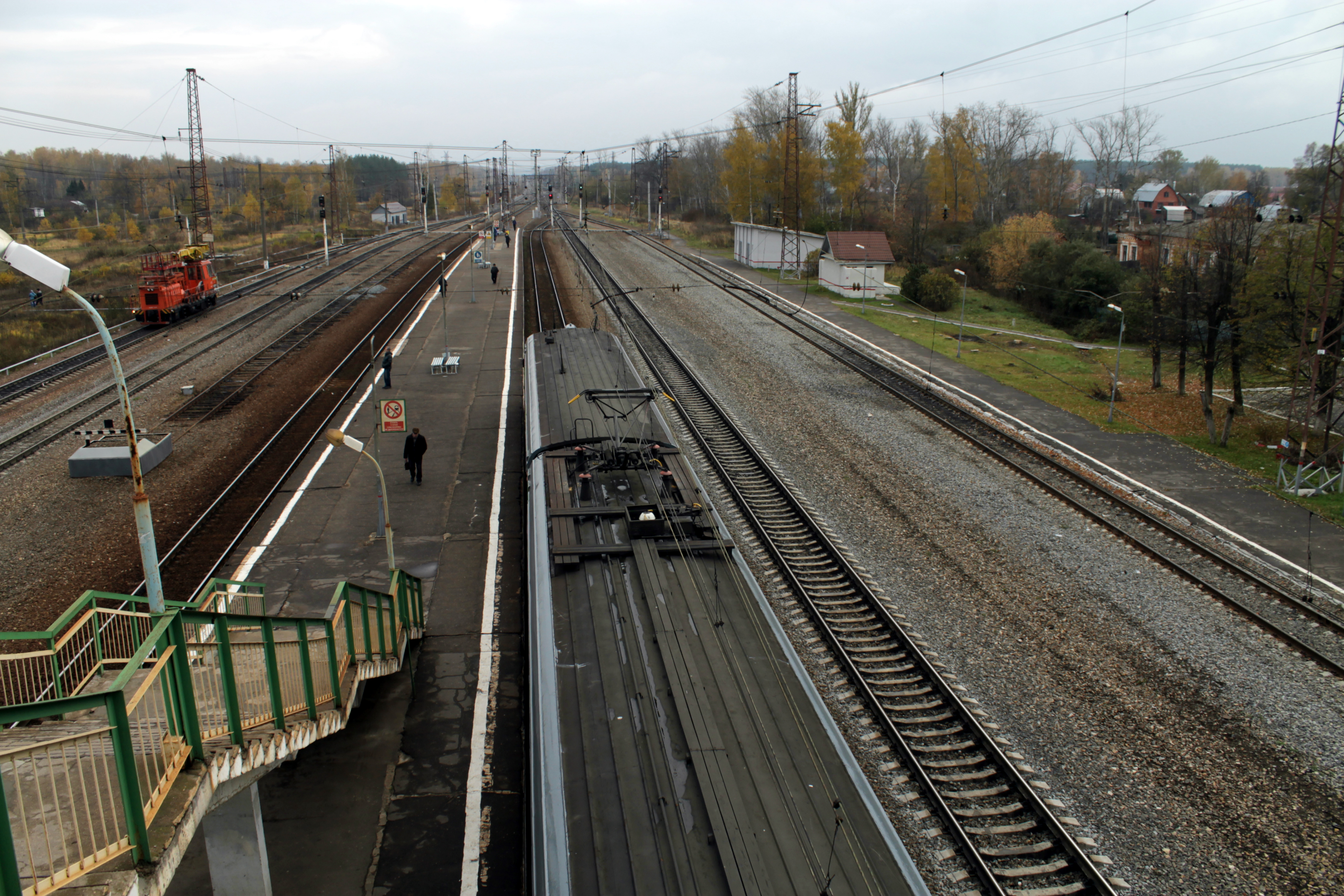
Платформы на станции

В черте посёлка расположена одноимённая железнодорожная станция на линии Москва — Павелец, в месте примыкания Большого кольца Московской железной дороги (линия на Воскресенск). На станции оборудовано два типа железнодорожных остановочных платформ — высокая островная, которая в настоящее время служит в качестве основной для посадки и высадки на поезда пригородного сообщения, следующие на Москву (Павелецкий вокзал) и от Москвы (станция Узуново) и низкая боковая платформа, которая в настоящий момент не используется. На станции расположено здание вокзала 1958 года постройки. Пригородное пассажирское сообщение обслуживает ОАО «Центральная Пригородная Пассажирская Компания».

### Городской и автомобильный транспорт
Посёлок соединён с районным центром регулярным автобусным сообщением, обслуживаемым Ступинским ПАТП (маршрут № 41 Жилёво — Ступино), а также налажено сообщение с городом-спутником Новое Ступино (маршрут № 41 Новое Ступино — Ступино). В рамках губернаторской программы «Наше Подмосковье» для ПАТП были закуплены новые автобусы марки ЛИАЗ 5292.60, которые и осуществляют междугородние перевозки пассажиров в данный момент. Также в посёлке осуществляет деятельность служба круглосуточного такси.

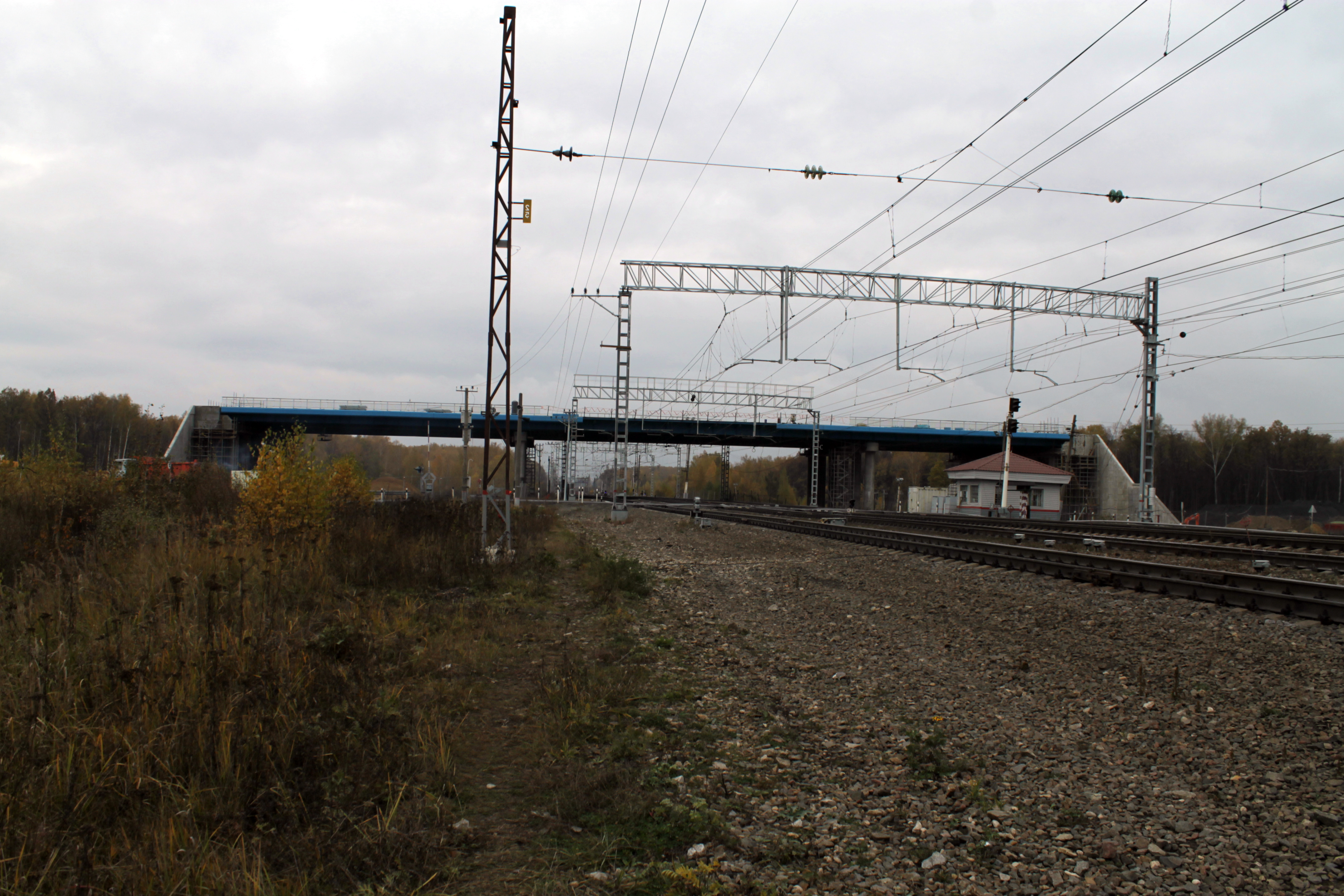
Строительство путепровода рядом с железнодорожным переездом Жилёво

В 2015 году по Государственной программе Московской области «Развитие и функционирование дорожно-транспортного комплекса» в районе железнодорожного переезда Жилёво, строился  путепровод над железнодорожными линиями Павелецкого направления, который соединил Новое Ступино с посёлком.

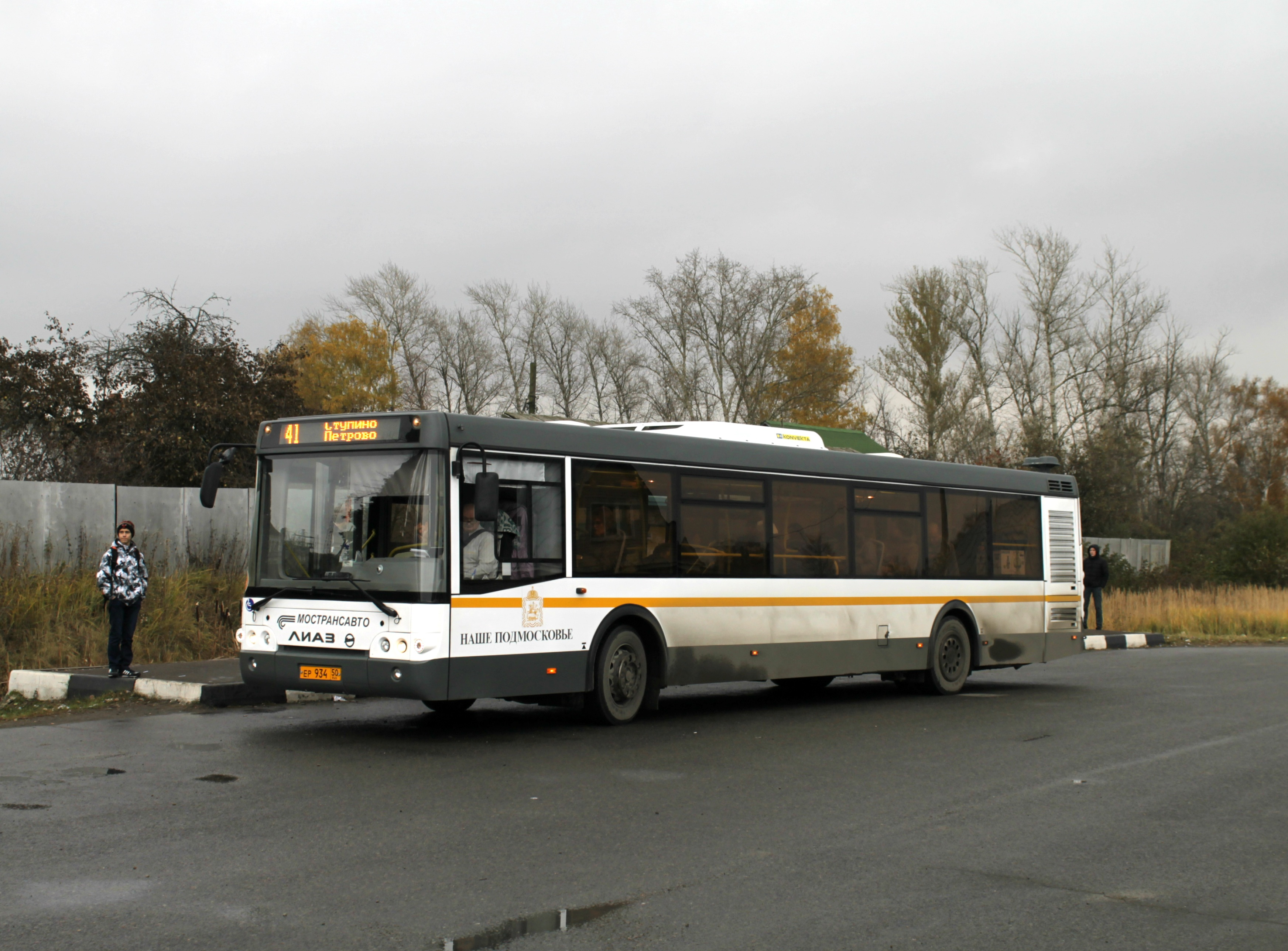
Автобус № 41

## Физкультура и спорт

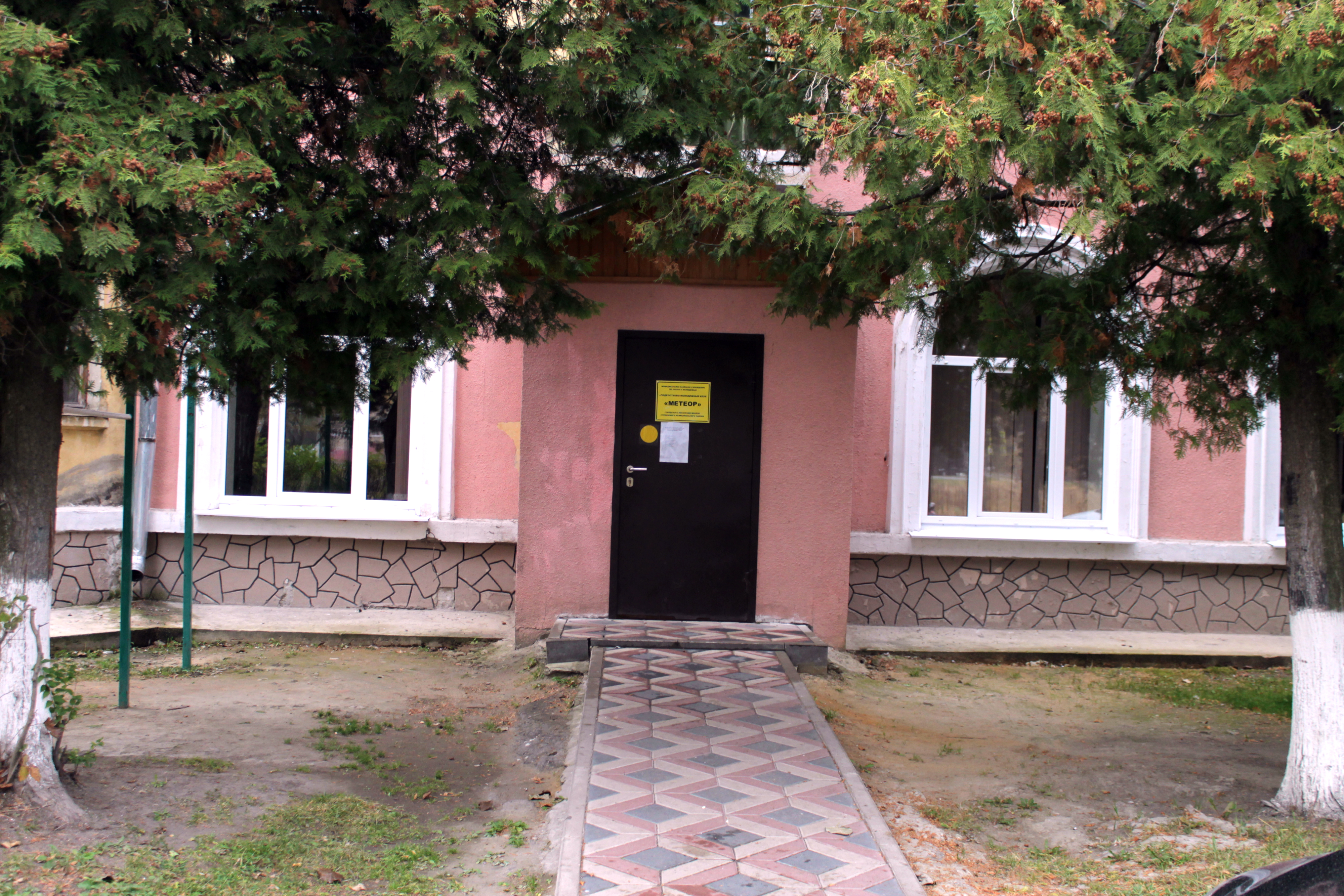
Спортивный клуб «Метеор»

В посёлке Жилёво действует подростково-молодежный клуб «Метеор», в котором есть тренажерный зал, включающий все необходимые для тренировки спортивные снаряды и тренажеры. Есть стол для настольного тенниса, регулярно проходят теннисные турниры. Проводятся занятия по фитнесу, стэп-аэробике, пилатесу, современным и эстрадным танцам. Клуб занимается организацией соревнований, эстафет, спортивных мероприятий для детей, подростков, молодежи, а также мероприятий семейного характера.
В 2017 году в поселке поставлена новая хоккейная коробочка, которая заливается в зимний период для тренировок по хоккею, а также массовых катаний. В летний период используется футболистами, особенно во время дождей, поскольку имеет специальное покрытие. На коробочке также проводятся тренировки и турниры по мини-футболу.
Рядом со школой построена спортивная площадка для учащихся. Преподавательский состав МОУ «Жилёвская СОШ» регулярно проводит с детьми мероприятия спортивного характера, различные эстафеты, спортивные утренники. Недалеко от школы расположены футбольное поле с беговой дорожкой вокруг и баскетбольная площадка. В летнее время на футбольном поле проводятся встречи ветеранов с молодёжным составом.

## Экономика

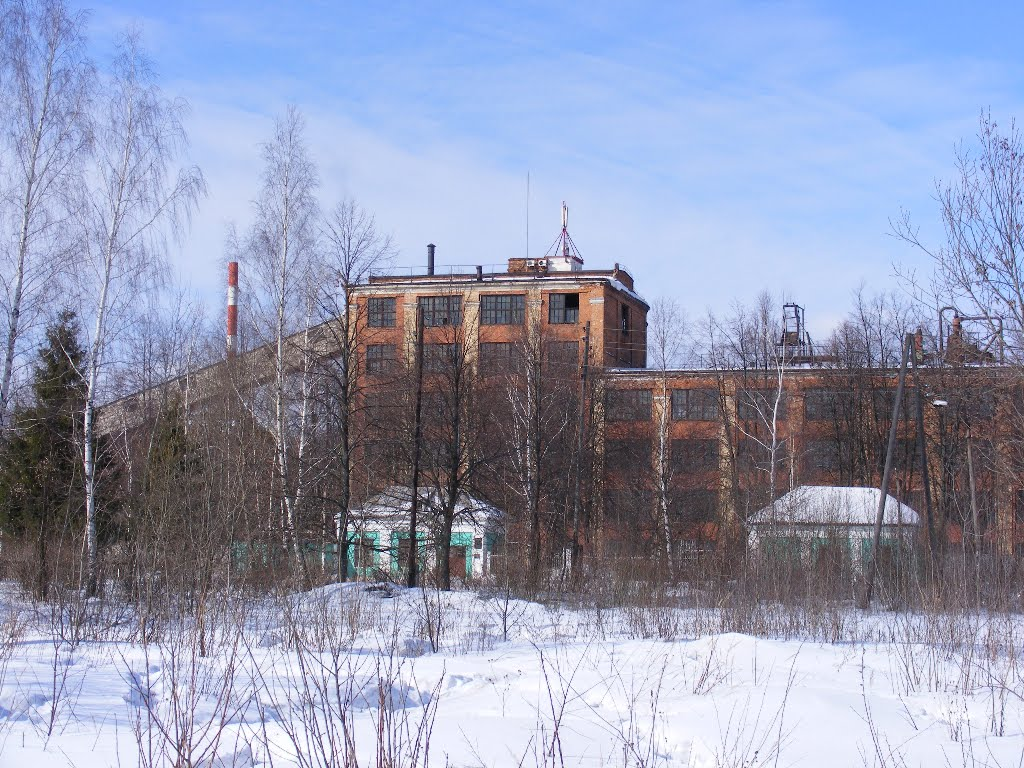
Здание одного из цехов ОПОФ

Крупнейшее производственное предприятие посёлка — Жилёвская опытно-производственная обогатительная фабрика (ОПОФ) «Углепродукт» (филиал Института горного дела им. А. А. Скочинского). Занимается обработкой угля и его продуктов, производством продукции на его основе, а также выпускает гербициды, вещества регуляторы роста растений, химические аэрозольные продукты, фумиганты и пр. В настоящий момент большая часть производственной территории фабрики находится в заброшенном состоянии, остальная часть сдана в аренду нескольким частным организациям. Вблизи посёлка, в селе Ситне-Щелканово расположено предприятие ООО «Жилёвская кремнийорганика» (выпускает кремнийорганическую продукцию и др.). Имеется лесничество и предприятие по заготовке и обработке пиломатериалов. Большинство жителей посёлка трудятся на предприятиях, расположенных в черте города Ступино, также многие ездят на заработки в Москву. В Жилёве расположено несколько продуктовых и промтоварных магазинов.

## Здравоохранение

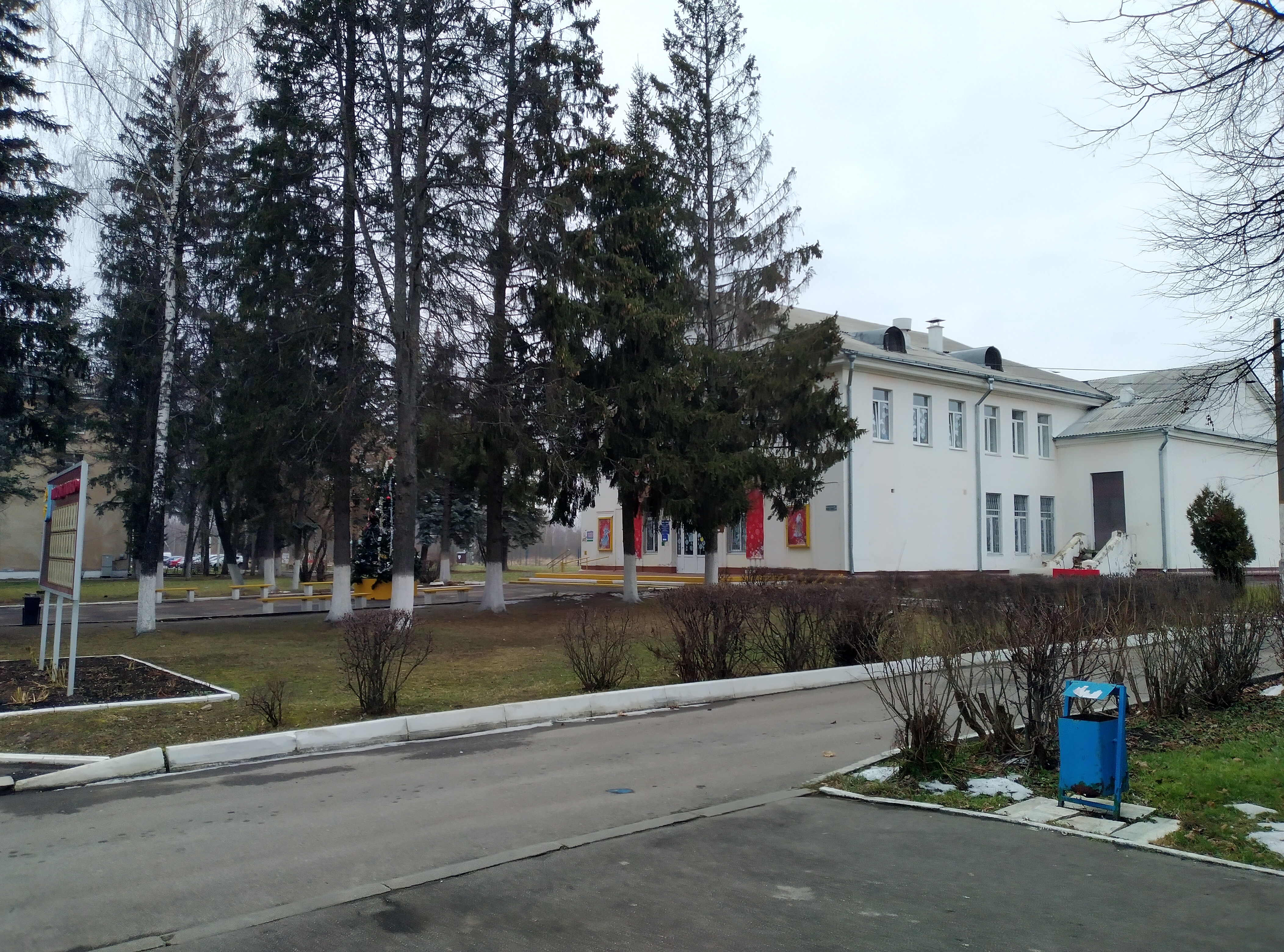
Административное здание в Жилёво

Здравоохранение представлено МУЗ «Ступинская ЦРКБ Жилёвская амбулатория», в которой расположены стоматологический кабинет, кабинет терапевта, гинекология и детское отделение. Амбулатория, в основном, обслуживает нужды местного населения. Частная медицина в посёлке Жилёво отсутствует.

## Культура
В посёлке имеется дом культуры. Для детей организованы различные творческие и технические кружки. В здании дома культуры располагается поселковая библиотека, кинозал, площадка для выступлений местных ансамблей. С финансовой помощью администрации и усилиями сотрудников учреждения, каждые первые выходные дни сентября, организуется празднование Дня посёлка Жилёво.
В посёлке Жилёво ищут своё счастье герои поэмы Ивана Самохина «Станция Судьбы», посвящённой 1990-м годам (антология «Современная поэма», 2017).